# Loki

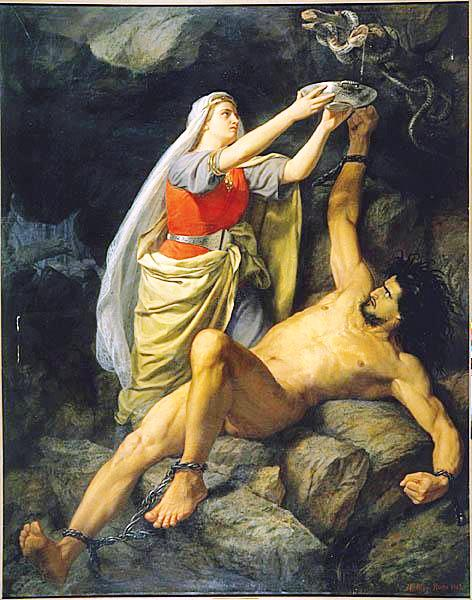
Loki și Sigyn, de Marten Eskil Winge (1890)

În mitologia nordică Loki este fiul gigantului Farbauti și al gigantei Laufey. Împreună cu Odin a luat parte la actul antropogonic primordial, inoculându-le primilor oameni, Askr și Embla, focul (flacăra pasională) și dându-le chipul atrăgător și sângele. Trăiește în Asgard alături de tribul Aesir, deși se dovedește a fi dușmanul acestora. Este un zeu al focului și al magiei și poate lua mai multe forme, atât animale cât și umane. Este șiret și malefic, fiind direct răspunzător pentru moartea lui Baldur. Într-una din farsele sale i-a făcut pe zei să piardă temporar sursa lor de nemurire. Odată i-a furat ciocanul lui Thor, care a găsit din fericire un plan pentru a-l aduce înapoi. La un banchet a insultat zeii denunțîndu-le secretele, lașitatea lui Bragi, prostituția zeițelor Idunn și Frigg, incestul zeiței Freyja, reușind să scape doar transformându-se într-un somon, dar nu a scăpat totuși de Odin și a fost exilat într-o peșteră întunecată. Amanta sa este Angerbrode (Născătoarea-de-tristețe) cu care are trei copii monstruoși: Fenris lupul, marele șarpe Jormungand și zeița lumii subterane Hel (Moartea). Dintr-o a doua căsnicie are doi fii: Váli și Narvi. În timpul exilului lui Loki, Váli avea să se transforme într-un lup și să-l omoare pe Narvi. Soția lui este Sigyn, cea care i-a fost loială chiar și după ce Loki a fost pedepsit pentru moartea lui Baldur. Zeul a fost legat în peștera pomenită mai sus cu intestinele lui Narvi iar deasupra capului lui a fost pus un șarpe care scuipă venin. Sigyn culegea cu o cupă veninul șarpelui pentru a nu suferi soțul ei, însă când mergea să golească cupa, otrava curgea pe fața lui Loki. Durerea și zvârcolirea zeului provoca cutremure. Acolo avea să aștepte Ragnarok-ul unde a fost sortit să conducă armata răului și să fie omorât de Heimdall.

Loki este menționat în Edda poetică, compilată în secolul al XIII-lea din surse tradiționale anterioare; Proza Edda și Heimskringla, scrise în secolul al XIII-lea de Snorri Sturluson; poemele norvegiene  și în folclorul scandinav.   Savanții au dezbătut originile și rolul lui Loki în mitologia nordică, pe care unii l-au descris ca fiind un zeu înșelător. 